# Pauline Baynes
Pauline Diana Baynes (Hove, Sussex, 9 september 1922 - 2 augustus 2008) was een Engels boekillustrator, bekend door de illustraties van meer dan honderd boeken, met name die van J.R.R. Tolkien en C.S. Lewis zoals Narnia. 
Baynes vertoefde haar eerste jaren in Indië, waar haar vader werkte als commissaris in Agra. Later kwam ze met haar oudere zus naar Engeland om aan haar schoolopleiding te beginnen. Bayens studeerde aan de Slade School of Fine Art, maar solliciteerde later bij het Ministerie van Defensie, waar ze demonstratiemodellen maakte voor instructiecursussen. Dit werk hield ze echter niet lang vol en ze schakelde al vlug over op een afdeling voor kaartenmakers (later zou ze ook de kaarten tekenen voor C.S. Lewis' Narnia en Tolkiens Midden-aarde).
Baynes is waarschijnlijk het meest bekend geworden om haar illustraties van De Kronieken van Narnia van Clive Staples Lewis. Ze was ook J.R.R. Tolkiens favoriete illustrator: haar tekeningen verschenen in Boer Gilles van Ham, De Avonturen van Tom Bombadil, Smid van Groot-Wolding en Tree and Leaf. Ze illustreerde ook Bilbo's Laatste Lied, dat na Tolkiens dood zowel als poster (1974) als boek (1990) werd gepubliceerd.
Baynes tekende ook de covers voor de Britse 1973-editie van In de Ban van de Ring en produceerde een poster van de kaarten van The Lord of the Rings en De Hobbit. Haar favoriete werk was Grant Udens Dictionary of Chivalry, een illustratieproject dat twee jaar in beslag nam om te voltooien, en dat met een Kate Greenaway Medal werd beloond.
Baynes stierf op 2 augustus 2008 op 85-jarige leeftijd.